# Michal Blažek (sochař)
Michal Blažek (19. listopadu 1955 Praha – 2. srpna 2025 Praha) byl akademický sochař, restaurátor, pedagog, iniciátor a vydavatel časopisu Konserva / Na hudbu a internetového Sochařského zpravodaje.

## Život
Pochází z umělecké rodiny – jeho otcem byl akademický malíř Jaroslav Blažek. Již na základní škole se učil francouzštinu a poté studoval na Nerudově gymnáziu s rozšířenou výukou francouzštiny, ale z politických důvodů nemohl pokračovat ve studiu na vysoké škole. Krátce pracoval v Geodézii a pokoušel se neúspěšně o přijetí na Akademii výtvarných umění v Praze. Soukromě studoval modelování u Václava Frydeckého, seznámil se s Olbramem Zoubkem a Janem Bauchem. Roku 1977 se se spolu s Michalem Pavlíčkem a Michalem Baumbrukem pokusil emigrovat přes Polsko do Švédska. Na hranicích byli zatčeni, vězněni 2,5 měsíce ve Varšavě a poté vráceni do Čech. Před pokusem o emigraci skládal jako zastírací manévr přijímací zkoušky na AVU a během věznění dostal domů zprávu, že byl přijat. Po návratu do Čech proběhlo několik soudních líčení, ale nepodařilo se prokázat úmysl emigrovat a byl potrestán čtyřletou podmínkou.
V letech 1977–1983 studoval na Akademii výtvarných umění v Praze monumentální sochařství u profesora Bradáčka. Výuka na AVU měla v době normalizace nízkou úroveň a Blažka více zajímala tvorba umělců 60. let, zejména Zdeňka Palcra a Václava Boštíka. V té době převzal i Palcrovy dogmatické principy týkající se dichotomie socha-objekt. V době studií se přidal ke skupině výtvarníků kolem Olbrama Zoubka, která restaurovala sgrafita na zámku v Litomyšli (Palcr, Podhrázský, Boštík). Od roku 1980 do roku 1986 vedl kurzy kreslení aktu na Národní třídě a Na Florenci pod hlavičkou Kulturního domu Prahy 1. Po ukončení studií se živil realizací soch pro Jana Baucha a účastnil se neoficiálních výstav. Později pracoval také jako restaurátor v Národním divadle a v královéhradeckém muzeu a při obnově sgrafit v Litomyšli a v jižních Čechách. Působil také ve Valašském Meziříčí a v Ostravě.
V polovině 80. let inicioval petici za zlepšení podmínek mladých umělců a za obnovení Galerie mladých. Založil Aktiv umělců a organizoval přednášky v kulturním domě Prahy 1. Od ledna 1989 vedl nezávislou pražskou galerii v Domě u Řečických, kde čtyři dny po 17. listopadu 1989 vzniklo tiskové středisko. Pod vedením Ivana Lampera vydávalo Informační servis (předchůdce časopisu Respekt), působilo zde i Občanské fórum, redakce Revolver Revue a Studentských listů. Roku 1989 zde Blažek uspořádal výstavu Mladé sochařství 1989. Po revoluci byl Michal Blažek spolu s Petrem Kofroňem šéfredaktorem výtvarného a hudebního časopisu Konserva /Na hudbu, kde publikoval např. texty Zdeňka Palcra. Časopis byl věnovaný filosofii umění a publikoval příspěvky zaměřené na reflexi a uměleckou kritiku světového výtvarného umění 70. až 90. let. Do roku 1991 vyšlo 12 čísel a později vycházel nepravidelně až do roku 2000 jako příloha Literárních novin.
Byl spoluzakladatelem výstavní síně v Ženských domovech na Smíchově. V letech 1993–1995 byl odborným asistentem na Akademii výtvarného umění v Praze a pracoval v Ateliéru monumentálního sochařství profesora Hendrycha. Byl propuštěn za organizování petice proti rektoru Milanu Knížákovi. Roku 1995 založil Nadační fond Lux et Lapis v Širokém dvoře (Břeclav) a uspořádal zde deset sochařských sympozií. Další ročníky byly věnovány sgrafitu.
Od roku 1995 do roku 1997 byl vedoucím ateliéru restaurování kamene v Institutu restaurování v Litomyšli (nyní Fakulta restaurování Univerzity Pardubice). Koncem 90. let se mu podařilo inventarizovat a časově zařadit sochy z pozůstalosti Zdeňka Palcra. V letech 2004–2005 vyučoval výtvarné umění na Uhrinově akademii v Praze. Roku 2009 navrhl sgrafito lidské postavy na zadní fasádu Domu umění v Brně, ale proti realizaci se postavil ředitel DU i vedení města. V témže roce se stal mediálně známý jeho spor o pomník amerického prezidenta Woodrowa Wilsona se sochařem Oldřichem Hejtmánkem, který skončil rvačkou a soudním jednáním. V rámci mezinárodního projektu se jako restaurátor na osm let zapojil do obnovy jednoho z chrámů v Angkoru. Dále prováděl přednáškové cykly o plastičnosti a restaurování v Angkoru, na vysokých školách v Praze, Ostravě a Litomyšli a věnoval se sochařské tvorbě. Od roku 2015 vydával Sochařský zpravodaj. Vlastní sochařskou tvorbu zatlačovala poněkud do pozadí performativní součást jeho osobnosti i nejrůznější čistě politické averze. Terčem jeho akcí byli postupně komunisté, agenti StB (bývalý ministerský úředník Čubrda, který si otevřel soukromou galerii), později zastánci sochařského objektu, kteří pro něj představovali návrat levice.
Roku 2021 představil návrh památníku tornáda, které poničilo několik jihomoravských obcí a vyžádalo si lidské oběti. Památník z trámů zničených střech, připomínající vír tornáda, byl odhalen roku 2022.
Michal Blažek byl ženatý – manželka Kateřina, synové Jan a Adam.

## Dílo

### Sochařské realizace

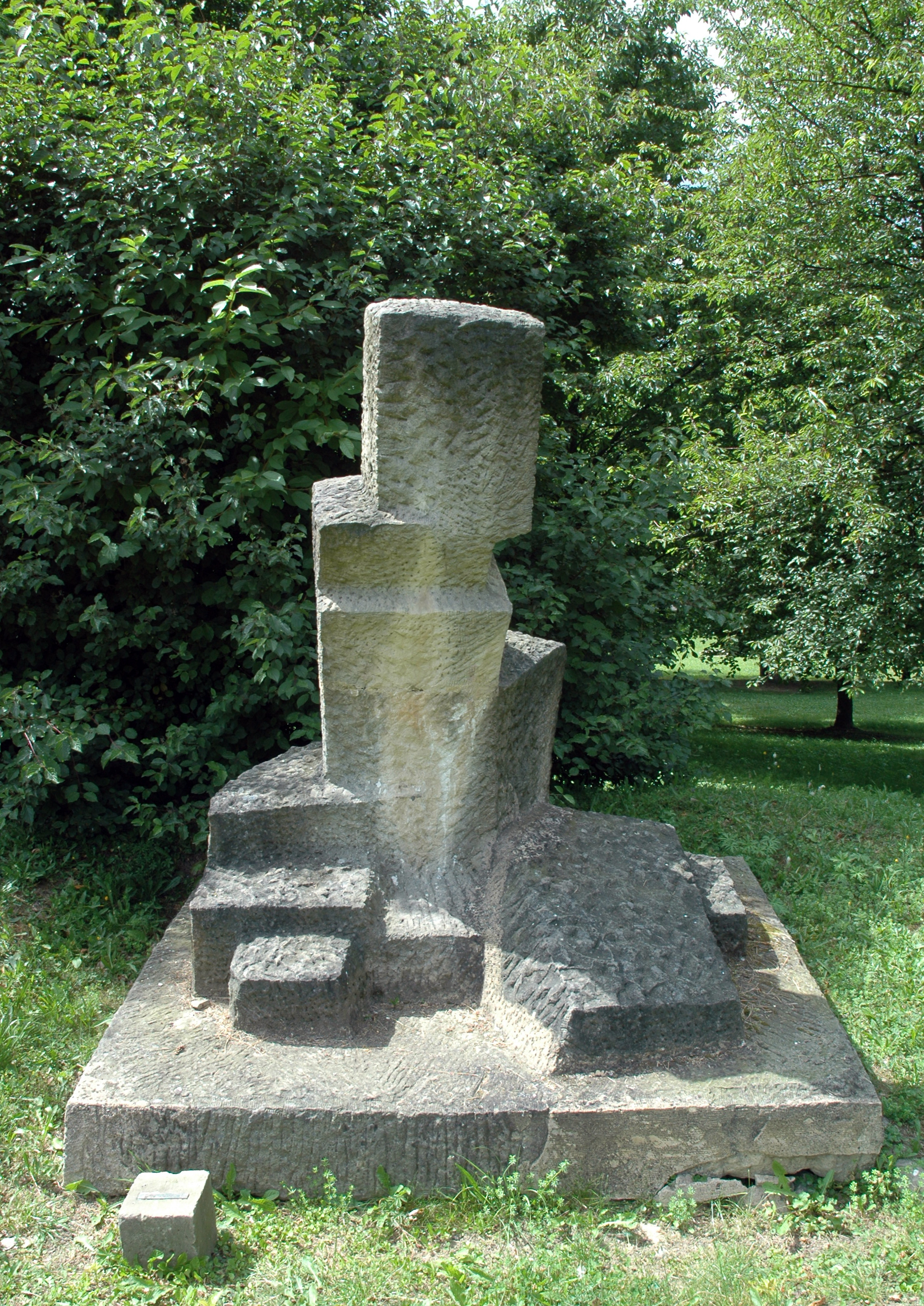
Michal Blažek – Sedící nebo Protipostavení (1998)

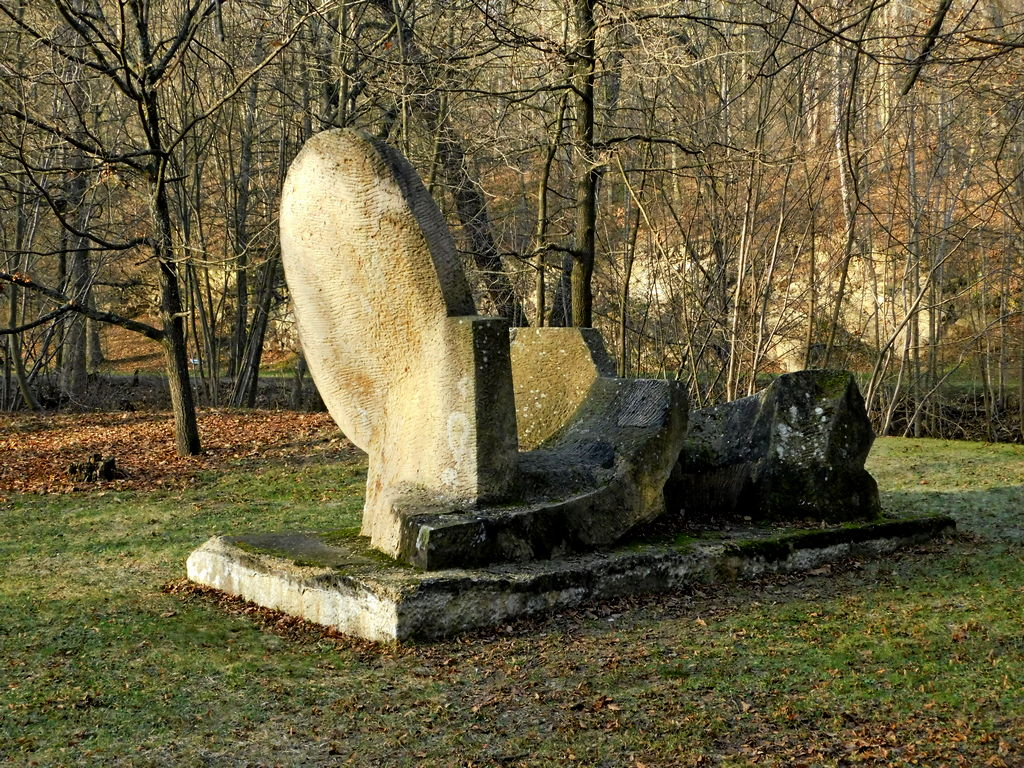
Michal Blažek – Plastika Vlašimmata v zámeckém parku ve Vlašimi

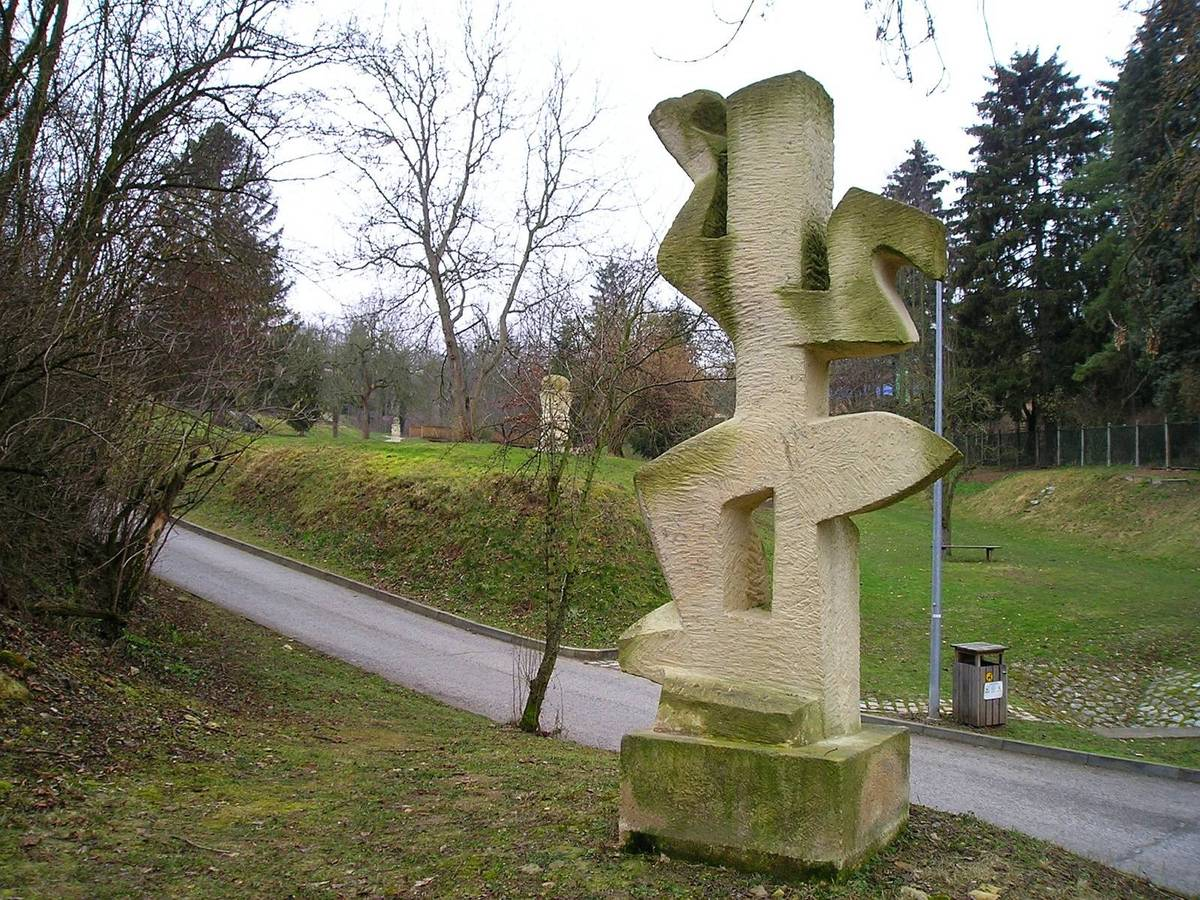
Michal Blažek – Khmérská tanečnice v Praze-Lysolajích

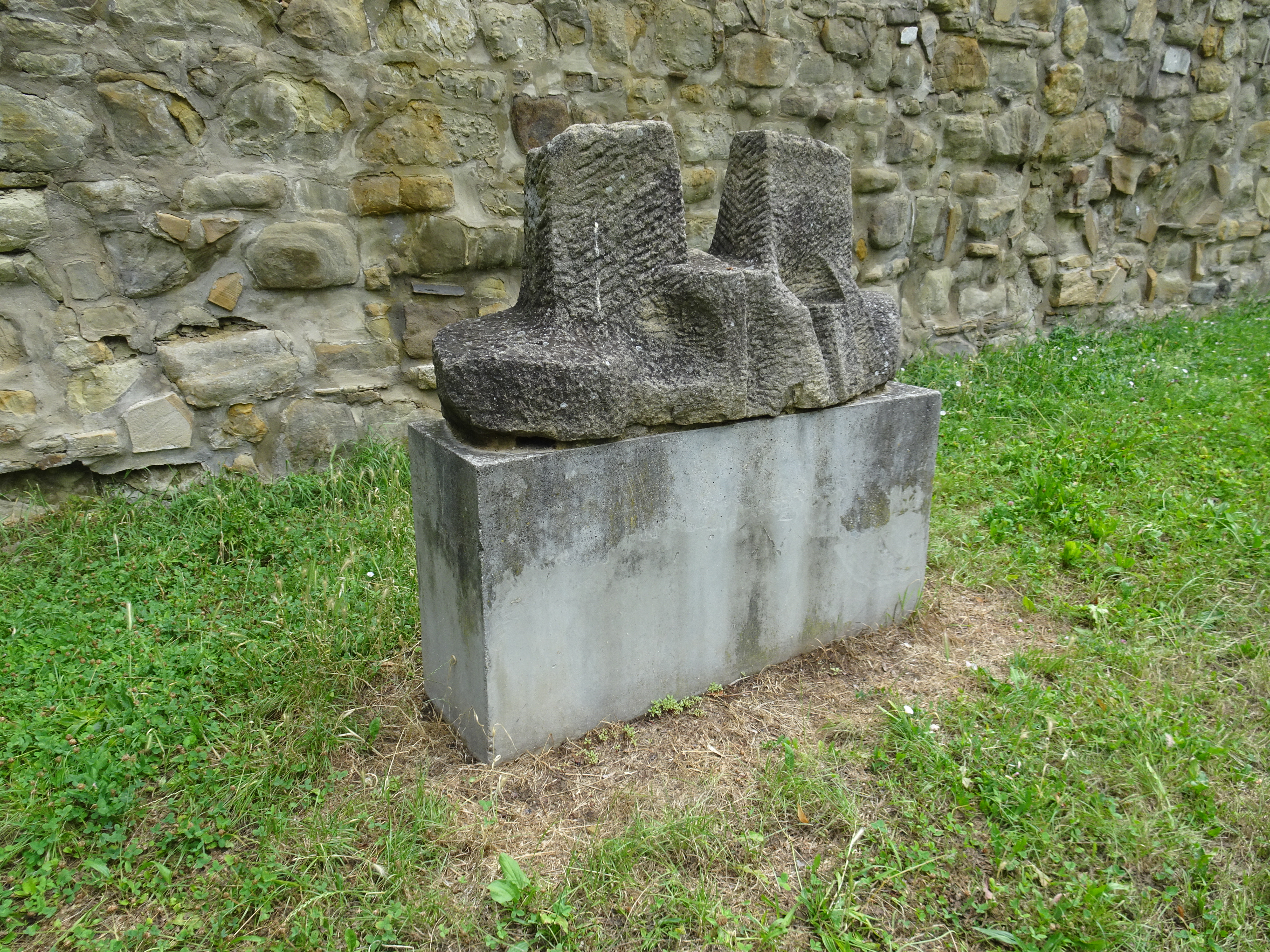
Michal Blažek – plastika Dvojice, Uherský Brod

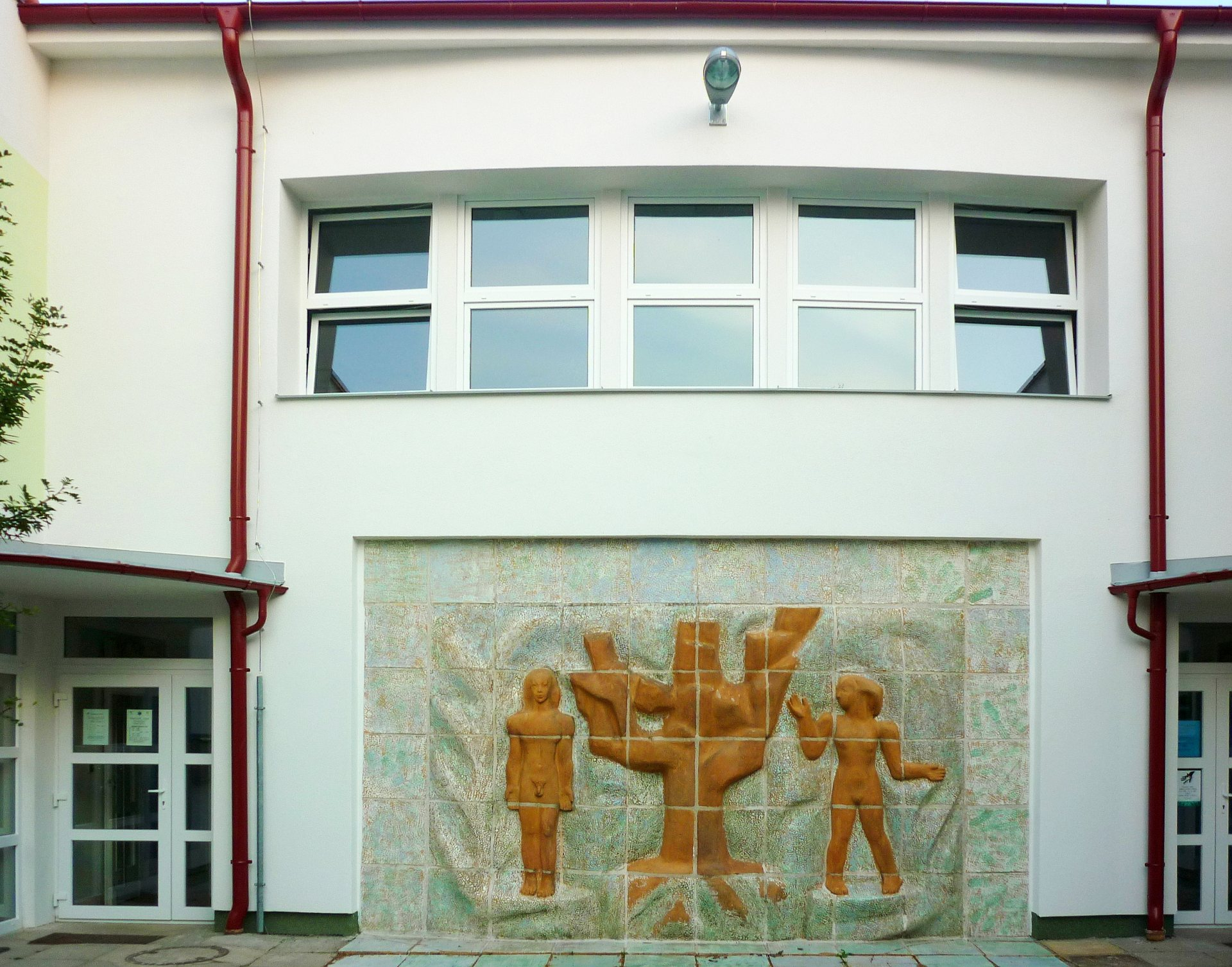
Michal Blažek – reliéf, Zdravotní středisko Slavonice

- 1990 Interiér vrátnice pekárny v Praze Stodůlky
- 1990 Budova Povodí Moravy v Olomouci – reliéfy na fasádě
- 1991 Zdravotní středisko, Slavonice – reliéfy
- 1998 Hořice, vrch Gothard – socha Sedící, resp. Protipostavení[15]
- 1998 Zámek Litomyšl, 2. patro ochozu – socha Etruska
- 2004 Velehrad – Ústav pro mentálně postižené (Ateliér Brno) – barevná keramická stěna
- 1995 Široký dvůr, sídlo nadačního fondu Lux et Lapis – na zahradě Noc
- 2000 Soukromá zahrada v obci Zdislava – Odklon
- 2005 Brno-Vaňkovka – Přítomná minulost – socha na paměť zbořeného areálu
- 2005 soukromá vila Uherské Hradiště (Ateliér Brno) – reliéfy
- 2006 soukromá vila, zahrada v Kunovicích – Poprsí
- 2006 Vila arch. Pelčáka, Brno Žabovřesky – sochy na zahradě[16]
- 2005 Uherský Brod, zahrada u Muzea – socha Dvojice[17]
- 2005 Kongresová síň Otto Wichterleho, firma Johnson & Johnson v Praze – reliéfní portrét O. Wichterleho
- 2006 Vlašim – socha Vlašimmata v zámeckém parku
- 2007 stálá expozice v knihovně Libri Prohibiti v Praze – portréty samizdatových autorů (B. Fučík, Z. Hejda, J. Ruml, P. Rezek, A. Stankovič, P. Zajíček, Z. Vašíček a další)
- 2008 až 2011 společná realizace Wilsonovy sochy v týmu s akademickým sochařem Václavem Frýdeckým (* 1931) a akademickým sochařem Mgr. Danielem Talaverou (* 1969) - replika sochy Albína Poláška z roku 1928 s doplňky.
- 2022 Památník tornáda, Moravská Nová Ves

### Vybrané projekty, které založil nebo byl u jejich zrodu
- 1979 Galerie na půdě v Haštalské ul. v Praze 1
- 80. léta sochařská symposia v Přední Kopanině
- 1988 Galerie u Řečických, Praha 1
- 1989 Informační servis
- 1990 časopis Respekt
- 1990 časopis „Konzerva/Na hudbu“
- 1992 Nadační fond Lux et Lapis, Břeclav (spolu s Jaroslavem Blažkem)
- 1995 2005 sochařská symposia na Širokém Dvoře
- 2003 založení OOR
- 2006–2009 projekt GOPURA v Angkoru, Kambodža

### Restaurování
- 1979–1984 sgrafita na zámku Litomyšl
- 90. léta Immaculata v Jablunkově, sochařská výzdoba kostelů v Opavě, sochařská výzdoba Union banky v Ostravě; Valašské Meziříčí – 8 barokních soch
- 2002–2003 restaurování keramických soch Vojtěcha Suchardy u vchodu Kotěrova Muzea v Hradci Králové
- 1999–2006 restaurování pískovcových soch na plášti Národního divadla
- 2002–2008 restaurování architektonických modelů a soch ze sádry, postižených povodněmi, pro Národní technické muzeum v Praze
- 2006–2009 restaurování soch lvů na chrámu Phimeanakas v Angkoru v rámci projektu GOPURA

### Samostatné výstavy
- 1997 Libeňský zámeček, Praha
- 1997 Galerie Neprašová, Břeclav
- 2000 Dům u rytířů, Litomyšl
- 2000 Konírna zámku, Valtice
- 2000 Nová síň, Praha
- 2000 Milenium, Praha
- 2000 Černá labuť, Praha
- 2000 Atrium Pražákova paláce, Moravská galerie Brno
- 2001 Galerie Klenová, Klatovy[18]
- 2001 Státní galerie Most
- 2005 Areál Vaňkovky Brno
- 2005 Mánes, Opojná plasticita
- 2006 Stálá expozice portrétů, Knihovna Libri prohibiti, Praha
- 2011 Sochy a reliéfy, Galerie Ztichlá klika, Praha
- 2013 Kambodžská inspirace – sochy, Atrium Žižkov, Praha

### Účastnil se na společných výstavách
- 1980 Malochov
- 1980 Galerie V Haštalské, Praha
- 1984 Galerie v Haštalské, Praha
- 1985 Divadelní Klub, Opava
- 1986 Stavoprojekt Brno, výstava předčasně ukončena
- 1987 Konfrontace 6
- 1987 Rockfest 87, zakázaná skupinová výstava, Ostrava
- 1988 Sklep Domu pánů z Kunštátu, Praha
- 1988 Salon 88
- 1988 Nová síň, výstava k jubileu Hany Wichterlové , Praha
- 1989 Vinohradská tržnice, Praha
- 1989 Holešovická tržnice, Mladí ve při, Praha
- 1989 Špálova galerie, Pocta Janu Bakchovi, Praha,
- 1989 GM U Řečických, Mladé sochařství, Praha
- 1990 Věznice, Valdice
- 1990 Martin Gropius Bau, Polymorphia, Berlin
- 1990 Otis Parsons Gallery, Los Angeles, Dialog Praha – Los Angeles
- 1990 Galerie U Řečických, Blažek, Míka, Sekal, Praha
- 1990 Dům U kamenného zvonu, Sochařství 88–92, Praha
- 1990 Státní galerie, Nový zlínský salon, Zlín